# ニジネヴァルトフスク

ニジネ・ヴァルトフスク市市章

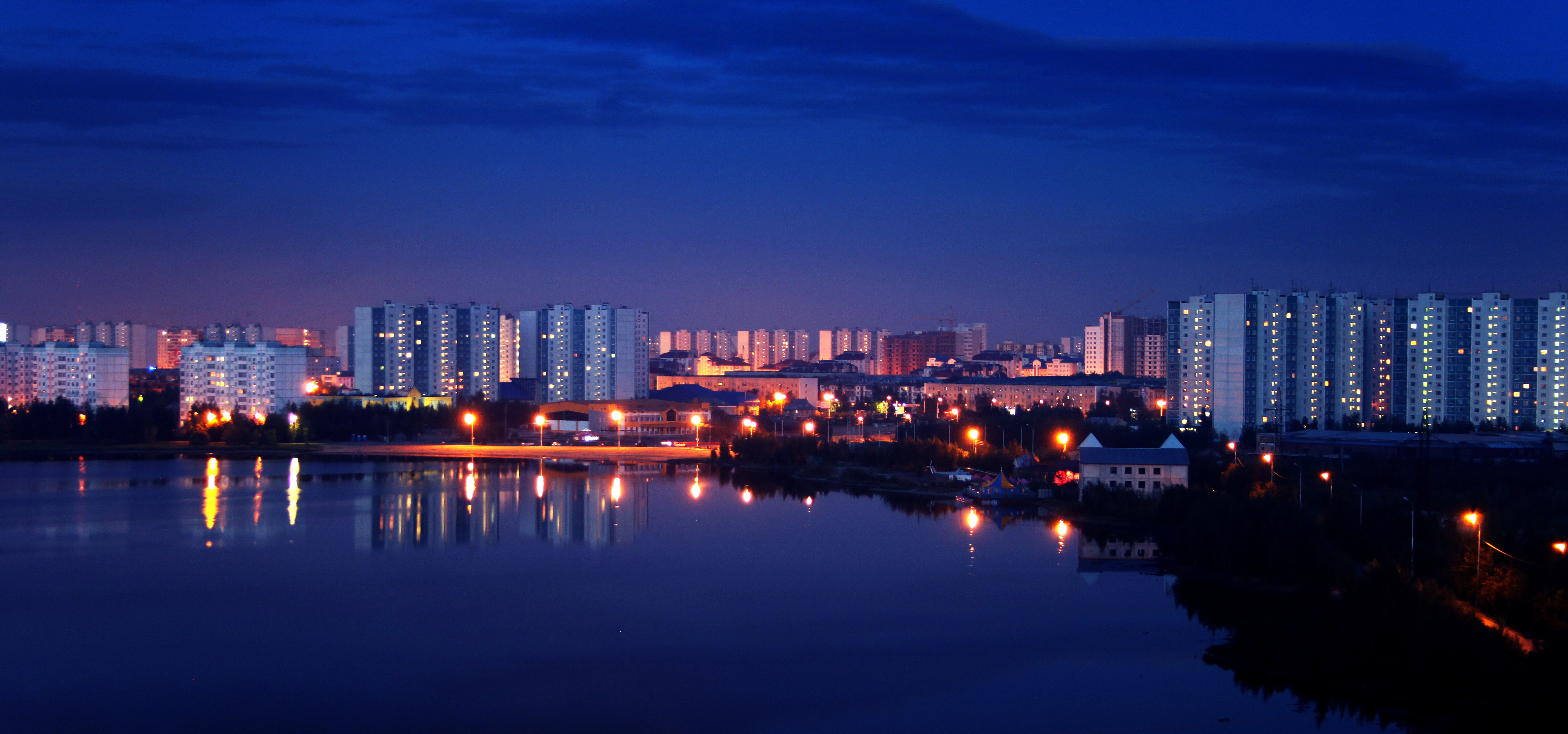
夜景

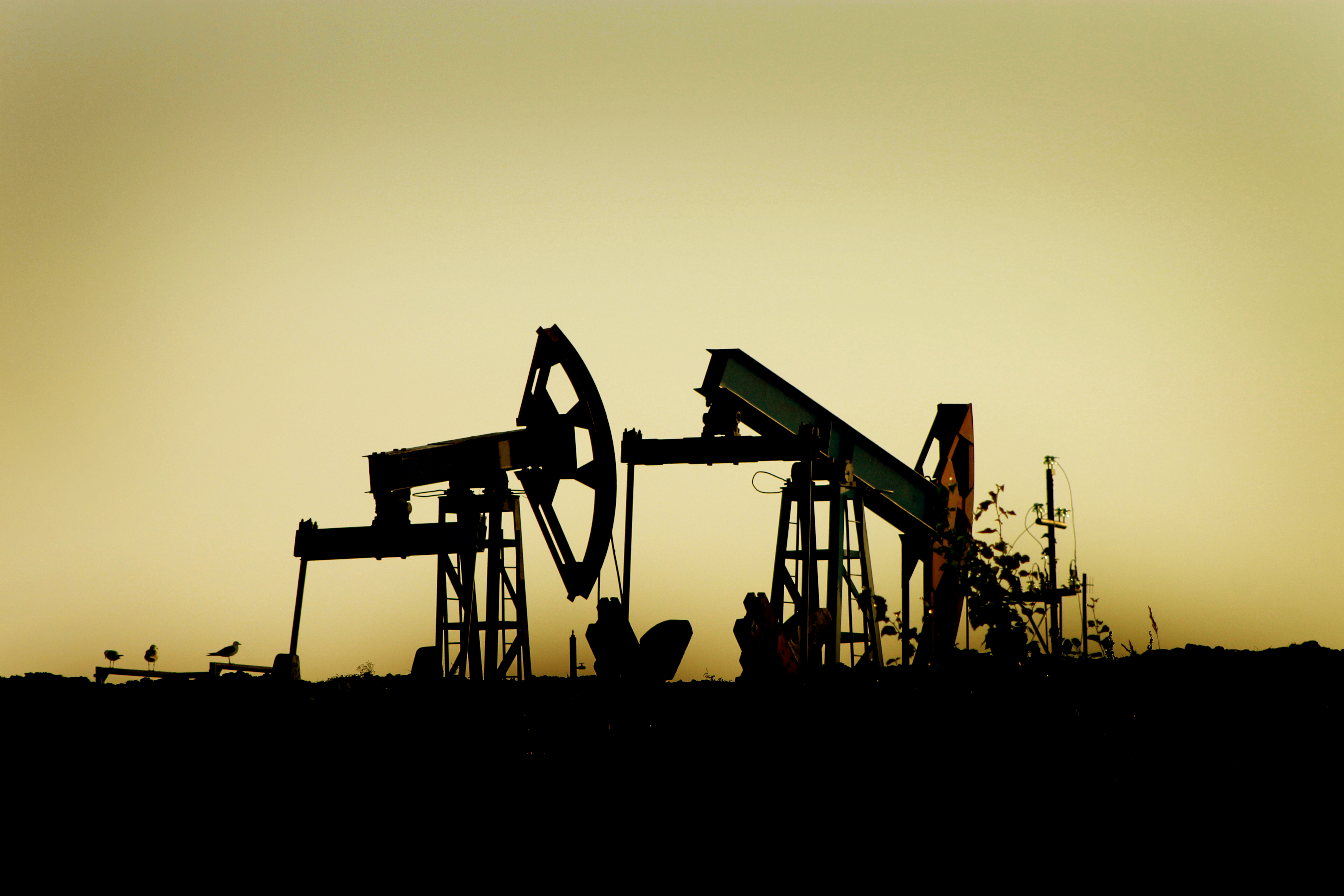

ニジネヴァルトフスク（ロシア語: Нижневартовск）は、ロシア連邦ハンティ・マンシ自治管区の都市。人口は28万3256人（2021年現在）。

## 概要
オビ川の右岸に1909年に埠頭が建設されたのを端緒とする。1960年代に自治管区内で石油の採掘が始まって以降、発展を遂げ、1972年に都市に指定された。現在では、西シベリアの採油の中心的な都市である。ロシア連邦内で最も豊富に石油を産し、その産出量は連邦全体の産出量の50%に及ぶ。そのため、連邦内で最も裕福な都市の一つとされる。
鉄道が通るほか、河川港や国際空港もある。
冬は毎年-50℃まで気温が下がり、町は氷や雪の彫刻で飾られる。一方、夏の気温は35℃にもなり、避暑を目的に郊外で過ごす市民も多い。

## 住民
住民はロシア人（65.59%）、タタール人（9.66%）、ウクライナ人（8.34%）など。そのほか、バシキール人（3.61%）、アゼルバイジャン人（2.03%）、ベラルーシ人（1.43%）、チュヴァシ人（1.03%）などが暮らす。